# Senjera
Senjera (kat. senyera) je zastava koja je povijesno vezana za grofa od Barcelone, a kasnije i za vladara Krune Aragonije. S različitim varijantama, zastava s četiri crvene pruge na žutoj ili zlatnoj podlozi koristi se kao službena zastava autonomnih zajednica Aragonije, Katalonije, Valencije i Baleara.

## Porijeklo
Porijeklo senjere nije pouzdano. Neki izvori tvrde da vuče katalonske korijene iz grba grofova Barcelone, dok drugi tvrde da je njeno porijeklo vezano za grb kraljeva Aragonije, i da je u Srednjem vijeku bio poznat kao kraljevski znak Aragonije (lat. signum nostri). Od pojave Katoličkih kraljeva, počinje se koristiti kao teritorijalni simbol.
Prema legendi, nastanak senjere duguje se grofu od Barcelone, Vilfredu Dlakavom. Jednom prilikom, on i njegovi ljudi doprinijeli su uvjerljivoj pobjedi Franaka nad Normanima. Nagrada koju im je pripremio kralj Karlo Ćelavi bio je zlatni štit. Legenda kaže da je sam kralj krvlju ranjenog Vilfreda nacrtao svojim prstima četiri crvene pruge na zlatnom štitu, no moderna su istraživanja pobila ovu teoriju.  
Senjera je jedna od najstarijih zastava na svijetu. Prva dokumentirana referenca upotrebe senjere datira iz doba Ramona Berengera IV. (1150.) gdje se četiri crvene pruge na zlatnoj podlozi pojavljuju na njegovom grbu, odnosno grbu grofova od Barcelone.  Postoje pretpostavke da su se četiri pruge na zlatnoj podlozi koristile još u 9. stoljeću kao zastava grofova od Caracsona.
U početku, položaj i broj pruga bio je različit - mogle su biti položene vodoravno i okomito, ali je na kraju prevladao raspored i broj koji danas čini službenu zastavu Katalonije: četiri crvene i pet zlatnih pruga jednake debljine u vodoravnom položaju. Istovremeno ova zastava predstavlja osnovu za zastave drugih autonomnih zajednica - Valencije, Aragonije, Baleara.

## Galerija
- Aragonija
- Baleari
- Barcelona
- Provansa-Alpe-Azurna obala (Francuska)
- Bivša zastava Valencijske Zajednice
- Zastava Valencije
- Zastava katalonskih nacionalista i borbe za neovisnosti Katalonije
- Zastava valencijskih nacionalista
- Zastava Tarragone